# Jean Macé

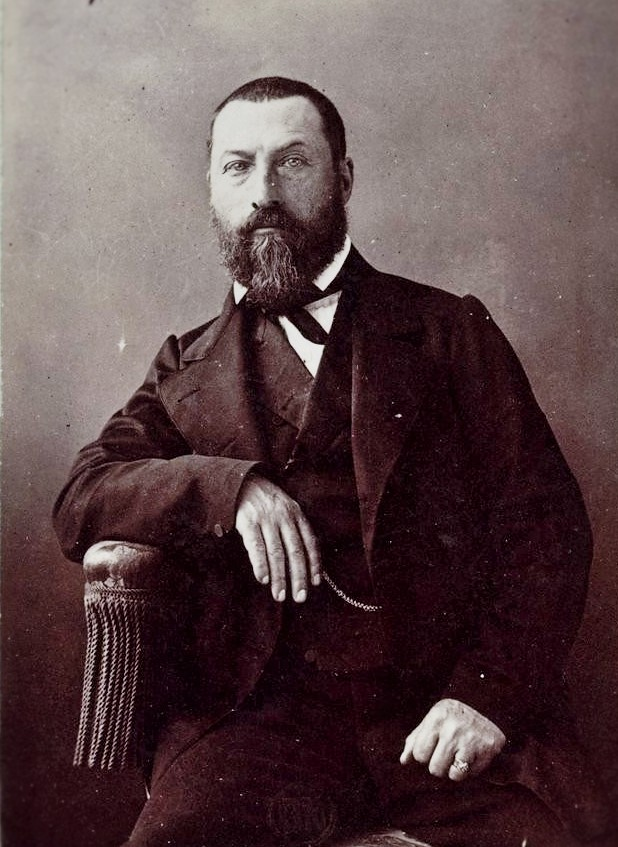
Jean Macé.

Jean François Macé, född den 22 augusti 1815 i Paris, död den 13 december 1894 i Monthiers (departementet Aisne), var en fransk skriftställare.
Macé tjänstgjorde efter att en tid ha varit lärare 1842–1845 som soldat. Han var senare litteratör och lärare. Macé skrev utmärkta barnböcker, exempelvis Histoire d'une bouchée de pain (1861, många upplagor; svensk översättning "En brödtuggas historia", 1867). Han stiftade 1863 en förening för sockenbiblioteks inrättande i departementet Haut-Rhin och 1866 en "undervisningsförening" (för upprättande av skolor och folkbibliotek) samt blev 1883 livstidssenator.